# Hamaciré N'Douré

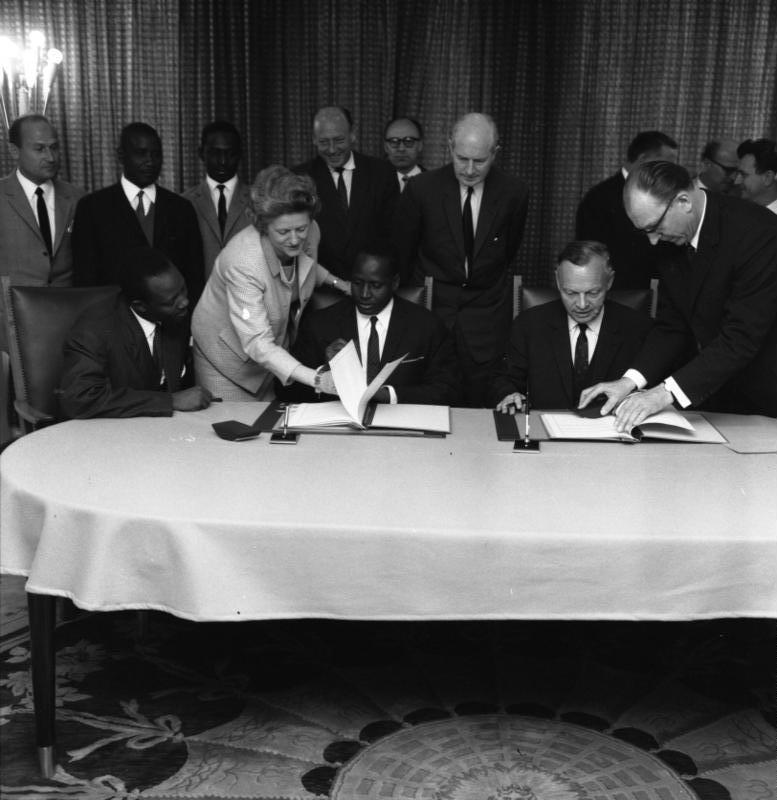
Unterzeichnung des Vertrags über Kapitalhilfe mit Mali durch Hamaciré N'Douré und Rolf Otto Lahr, Auswärtiges Amt; aufgenommen am 6. Mai 1966

Hamaciré N'Douré (* 1918 in Youwarou, Youwarou (Kreis); † Anfang der 2000er-Jahre) war ein malischer Politiker der PSP (Parti de la solidarité et du progrès). Er war von 1960 bis 1962 Minister für Handel und Industrie und 1964 Minister für technische Zusammenarbeit der Unabhängigen Republik Mali.

## Leben
N'Douré besuchte das Lycée Terrasson de Fougères in Bamako und arbeitete später für die Kolonialadministration von Französisch-Sudan. Hier war er am Gericht tätig und von 1936 bis 1945 im Büro des Bürgermeisters von Bamako. 1947 ging er zum Studium der Rechte nach Paris. Nach seiner Rückkehr nach Mali diente er vom 22. Mai 1957 bis zum 16. April 1959 als Minister für Handel, Industrie und Transport der „République Soudanaise“ sowie anschließend 1960 bis 1962 in ähnlicher Funktion unter Modibo Keïta der nun unabhängigen Republik Mali.
Später war N'Douré in diplomatischen Diensten, fiel aber während der Radikalisierung der Politik der Regierung in Ungnade und setzte sich zur Ruhe. Während des Militärputschs am 19. November 1968, der das Keita-Regime stürzte, war er bereits außer Diensten. Nach dem Sturz des sozialistischen Regimes im November 1968 verbündete sich Hamaciré N'Douré mit dem Militär, indem er das Justizministerium, den Siegelbewahrer und Chargé de Mission beim Regierungspräsidenten, Hauptmann Yoro Diakité, ersetzte (vom 7. Februar 1969 bis zum 10. September 1970). Danach nahm er seine Tätigkeit als Strafverteidiger wieder auf und wurde Mitte der 1970er Jahre 2. Präsident der Anwaltskammer von Mali. Hamaciré N'Douré kehrte nach dem Sturz von Präsident Moussa Traoré im März 1991 auf die politische Bühne zurück. Er beteiligte sich an der Rekonstituierung der Sudanesischen Union und gehörte zu den starken Unterstützern der Kandidatur von Tiéoulé Konaté für die Präsidentschaftswahlen vom April 1992. Eine Kandidatur, die eine ernste interne Krise auslöste, die in der Spaltung der Unabhängigkeitspartei gipfelte. Der Konaté-Flügel, der den Rechtsstreit verloren hatte, wurde zur Gründung des Block für Demokratie und Integration Afrikas BDIA (Bloc pour la Démocratie et l’Intégration Africaine – Fasso Jiggi) geführt, zu dessen denkenden Köpfen Hamaciré N'Douré gehörte. Nach dem Unfalltod von Tiéoula Konaté im Oktober 1995 wurde die Führung der Partei bis zu seinem Tod Anfang der 2000er Jahre N'Douré anvertraut.